# Віссем Абді
Віссем Абді (фр. Wissem Abdi, араб. وسام العابدي; нар. 2 квітня 1979, Сфакс) — туніський футболіст, що грав на позиції захисника.
Виступав, зокрема, за клуби «Сфаксьєн», «Замалек» та «Есперанс», а також національну збірну Тунісу.

## Клубна кар'єра
У дорослому футболі дебютував 2000 року виступами за команду «Сфаксьєн», у якій провів шість сезонів. 
Своєю грою за цю команду привернув увагу представників тренерського штабу клубу «Замалек», до складу якого приєднався 2006 року. Відіграв за каїрську команду наступні два сезони своєї ігрової кар'єри.
У 2008 році перейшов до клубу «Есперанс», за який відіграв 2 сезони. Завершив професійну кар'єру футболіста виступами за команду «Есперанс» у 2010 році.

## Виступи за збірну
У 2005 році дебютував в офіційних матчах у складі національної збірної Тунісу.
У складі збірної був учасником розіграшу Кубка конфедерацій 2005 року у Німеччині, Кубка африканських націй 2008 року у Гані.
Загалом протягом кар'єри в національній команді, яка тривала 4 роки, провів у її формі 10 матчів, забивши 1 гол.